# Mother (píseň, John Lennon)
„Mother“ (česky „Matka“) je píseň britského hudebníka Johna Lennona z jeho prvního sólového alba po rozpadu The Beatles John Lennon/Plastic Ono Band z roku 1970. Píseň vyšla mimo jiné v upravené verzi i jako singl ve Spojených státech, vydala jej společnost Apple Records 28. prosince 1970. Tato verze je o 1:41 kratší, neobsahuje totiž úvod s odbíjejícími zvony a rychleji končí i závěrečný fade out (zeslabování na konci písně). B-stranu singlu pak tvoří píseň „Why“ od Yoko Ono. V USA skladba odsadila 19. místo v Top 100 časopisu Cashbox a umístila se také na 43. příčce Billboard Hot 100.

## Koncept
Text písně Mother byl adresován oběma Lennonovým rodičům, jak matce, tak otci, kteří ho v dětství opustili. Jeho otec Alfred Lennon rodinu opustil, už když byl Lennon kojenec. Matka Julia, o které Lennon již během působení v The Beatles napsal např. píseň Julia z alba The Beatles (tzv. Bílé album), se svým synem nežila, ačkoli měli dobrý vztah, John bydlel u své tety. 15. července 1958 byla sražena a zabita opilým policistou na motorce, Lennonovi bylo v té době 17 let. Na jednom ze svých posledních koncertů Lennon uvedl, že píseň nebyla jen o jeho rodičích, ale spíše „asi o 99 % rodičů, živých nebo napůl mrtvých“.
Jedná se o první píseň na albu. Nahrávka začíná odbíjením pohřebních zvonů, zvuk můžeme uslyšet celkem 4krát. Píseň končí tím, že Lennon opakuje frázi "Mama, don't go; daddy, come home..." („Mami, neodcházej; tati, pojď domů...“), stále se zvyšuje její intenzita, dokud nezačne křičet, pak zvuk postupně zeslabuje, až se úplně ztratí.
K napsání písně byl Lennon inspirován poté, co podstoupil primární terapii s Arthurem Janovem, původně ve svém domě v parku Tittenhurst a poté v Primal Institute v Kalifornii, kde zůstal čtyři měsíce. Zpočátku se John Janovovi smál, později však prohlásil, že terapie je pro něj „něco důležitějšího než The Beatles“.
Lennon řekl, že měl pochybnosti o komerční přitažlivosti písně a původně zamýšlel vydat jako singl píseň „Love“, od čehož nakonec upustil. V listopadu 1982 byla vydána remixovaná verze Love jako singl, která pomohla propagovat LP John Lennon Collection.
Ranou verzi skladby v podání Lennona na elektrickou kytaru lze slyšet na setu John Lennon Anthology.
Demo verze písně byla uvedena v závěrečné scéně a titulcích životopisného filmu Johna Lennona z roku 2009, Nowhere Boy.

## Další verze
- Barbra Streisandová nahrála cover písně Mother (stejně jako další Lennonovu píseň Love ze stejného alba) a vydala jej na svém albu z roku 1971 Barbra Joan Streisand,[9] cover vyšel také jako singl.

- Píseň se také objevila na Lennonově albu Live in New York City (záznam z koncertu v New Yorku), které vydala vdova po Lennonovi Yoko Ono až po jeho smrti. Mezi další písně z období terapie doktora Janova patří, např. Working Class Hero a Isolation.
- Mia Martini nahrála v roce 1972 tuto píseň v italštině, přičemž její název byl doslovně přeložen jako Madre.
- Maynard Ferguson uvedl píseň na svém albu z roku 1972 MF Horn Two.
- Jihoafrický umělec Ratau Mike Makhalemele vydal píseň jako cover na EP dalších coverů Lennonových písní v roce 1990.[10]
- Shelby Lynne vydala tuto píseň na svém albu 2001 Love, Shelby.
- Christina Aguilera přezpívala píseň v roce 2007 pro benefiční album Instant Karma: The Amnesty International Campaign to Save Darfur.
- Eminem se inspiroval písní při tvorbě songu Headlights, který se objevil na albu Marshall Mathers LP 2.
- Lidová umělkyně Jackie Oates zahrnula verzi písně na svém albu The Joy of Living z roku 2018.
- Lou Reed tuto píseň několikrát zahrál živě s elektrickými kytarami a houslemi.[11]

## Nástroje
Hudebníci, kteří vystupovali na původní nahrávce, byli následující:
- John Lennon – zpěv, kytary, piano
- Ringo Starr – bicí
- Klaus Voormann – basová kytara
- Yoko Ono

Poznámka: Na demo verzi písně z filmu Nowhere Boy hrál John Lennon spíš na kytaru než na piano.

## Zajímavosti
- Píseň Mother slouží jako ústřední melodie amerického televizního seriálu Better Things.
- Shigesato Itoi, tvůrce série videoher Mother, uvedl v rozhovoru, že tato píseň byla z velké části inspirací pro pojmenování série.